# Lars Peter Hansen
Lars Peter Hansen (n. 26 octombrie 1952, Urbana, Illinois, SUA) este profesor de științe economice la Universitatea din Chicago. Împreună cu Eugene F. Fama și Robert J. Shiller a fost distins cu Premiul pentru Științe Economice în memoria lui Alfred Nobel 2013 „pentru analiza lor empirică a prețurilor activelor”.